# Liste de personnalités acadiennes
Les Acadiens sont les descendants des colons de l'Acadie, une colonie française d'Amérique du Nord, dont les origines en France restent pour la plupart inconnues. L'Acadie comprend les actuelles provinces de la Nouvelle-Écosse, du Nouveau-Brunswick et de l'Île-du-Prince-Édouard. Les Acadiens sont culturellement différents des canadiens français.
Voici une liste de personnalités acadiennes ou d'origine acadienne.

## Acteurs
- Ludger Beaulieu - comédien
- Caroline Bélisle - comédienne
- Mo Bolduc - artiste multidisciplinaire[1]
- Philip Bourneuf - comédien
- Florence Brunet - comédienne, actrice
- Samuel Chiasson - humoriste, animateur
- Ryan Doucette - comédien, écrivain, réalisateur
- Christian Essiambre - comédien, écrivain, réalisateur
- Xénia Gould - humoriste, artiste multidisciplinaire[1]
- Donat Lacroix - pêcheur, auteur-compositeur-interprète et comédien
- Samuel Landry - humoriste, artiste multidisciplinaire
- Luc LeBlanc - humoriste, animateur
- Viola Léger - comédienne, sénatrice, écrivaine
- Pascal Lejeune - comédien, auteur-compositeur-interprète
- René Lemieux - comédien
- Diane Losier - comédienne
- Robert Maillet - comédien
- Gabriel Robichaud - comédien
- André Roy - comédien, humoriste, animateur, improvisateur, metteur en scène, auteur, réalisateur, producteur
- Marcel-Romain Thériault - écrivain, acteur, réalisateur, metteur en scène

## Droit et Politique
- Aubin-Edmond Arsenault - ancien premier ministre de l'Île-du-Prince-Édouard
- Joseph-Octave Arsenault - premier acadien de l'Île-du-Prince-Édouard membre du Sénat canadien
- Léopold Belliveau - premier maire acadien de Moncton
- Théotime Blanchard - ancien député
- Ambroise-Hilaire Comeau - premier acadien de la Nouvelle-Écosse membre du Sénat canadien
- Gerald J. Comeau - ancien sénateur
- Jean-Claude D'Amours - député
- Alexandre Cédric Doucet - président de la Société de l'Acadie du Nouveau-Brunswick
- Gilbert Finn - ancien lieutenant-gouverneur du Nouveau-Brunswick
- Joseph Raymond Frenette - ancien premier ministre du Nouveau-Brunswick
- Brian Gallant - ancien premier ministre du Nouveau-Brunswick
- Jean Gauvin - député
- Robert Gauvin - député
- Gilbert Girouard - ancien député
- Aldéa Landry - première femme acadienne au sein du cabinet du Nouveau-Brunswick
- Amand Landry - ancien député
- Arthur J. LeBlanc - juge à la Cour suprême de la Nouvelle-Écosse et lieutenant-gouverneur de la Nouvelle-Écosse
- Roméo LeBlanc - politicien, journaliste, ancien gouverneur-général du Canada
- Viola Léger - ancienne sénatrice, comédienne, écrivaine
- Hédard Robichaud - ancien lieutenant-gouverneur du Nouveau-Brunswick
- Louis Robichaud - ancien premier ministre du Nouveau-Brunswick
- Camille Thériault - ancien premier ministre du Nouveau-Brunswick
- Robert Thibault - ancien député à la Chambre des communes du Canada, politicien libéral fédéral de la Nouvelle-Écosse
- Peter Veniot - ancien premier ministre du Nouveau-Brunswick

## Militaires
- John Archer Lejeune - ancien commandant du corps de marine

## Musiciens
- Ginette Ahier - chanteuse
- Angèle Arsenault - auteure-interprète, animatrice
- Marcel Aymar - chanteur
- P'tit Belliveau - auteur-compositeur-interprète
- Sébastien Bérubé - auteur-compositeur-interprète
- Danny Boudreau - auteur-interprète
- Lina Boudreau - chanteuse
- Matt Boudreau - chanteur, auteur-compositeur-interprète
- Ronald Bourgeois - auteur-compositeur-interprète
- Jean-François Breau - chanteur
- Édith Butler - auteure-interprète
- Cayouche - chanteur country et auteur
- Arthur Comeau - auteur-compositeur-interprète
- Johnny Comeau
- Michael Doucet - auteur-interprète
- Paul Dwayne- auteur-compositeur-interprète
- Joseph Edgar - auteur-compositeur-interprète
- Fayo - auteur-interprète
- Patsy Gallant - chanteuse et actrice
- Roland Gauthier - auteur-compositeur-interprète
- Jac Gautreau
- Paul Hébert - auteur-compositeur-interprète
- Carolyne Jomphe - chanteuse country et auteur
- Donat Lacroix - pêcheur, auteur-compositeur-interprète et comédien
- Ovila Landry - auteur-compositeur-interprète de St-Léolin
- Arthur Leblanc - violiniste
- Daniel LeBlanc - musicien du groupe Grand Dérangement
- Hert Leblanc - auteur-compositeur-interprète
- Laurie LeBlanc - auteur-compositeur-interprète
- Lisa LeBlanc - auteure-compositrice-interprète
- Suzie LeBlanc - soprano
- Wilfred LeBouthillier - chanteur
- Mélina Leclerc - L'acadienne - auteure-compositrice-interprète, animatrice, conférencière
- Sandra Le Couteur - chanteuse
- Pascal Lejeune  - auteur-compositeur-interprète (aussi connu comme Thomé Young) et comédien
- Anna Malenfant - cantatrice, compositrice
- Mia Martina - chanteuse
- Léon Morais - auteur-compositeur-interprète de St-Isidore N.B. Léon et les Morais
- Benoît Poirier - organiste, pianiste, compositeur, professeur de musique (1882 - 1965)
- Zachary Richard - auteur-interprète
- Pierre Robichaud - auteur compositeur interprète
- Caroline Savoie - auteure-compositrice
- Robert Savoie - barytone-basse, chanteur d'opéra
- Marc Savoy - chanteur, fabricant d'accordéons
- Kenneth Saulnier - violiniste
- Natasha St-Pier - chanteuse
- Jacques Surette - auteur-compositeur-interprète
- Marie-Jo Thério - auteure-interprète
- Roch Voisine - auteur-interprète

## Groupes de musique
- 1755
- Barachois
- Beausoleil Broussard
- Blou
- Grand Dérangement
- Les Hay Babies
- Les Hôtesses d'Hilaire
- Radio Radio
- Salebarbes
- Tymeux de la Baie
- Vishtèn

## Cinéma
- Renée Blanchar - réalisateur, scénariste et producteur
- Phil Comeau - réalisateur, scénariste et producteur
- Gilles Doiron - réalisateur, scénariste et producteur
- Rodrigue Jean- réalisateur, scénariste et producteur

## Sportifs
- Jean-Luc Bélanger - créateur des Jeux de l'Acadie
- Luc Bourdon - hockey sur glace
- Derek Cormier - hockey sur glace
- Rhéal Cormier - baseball
- René Duprée - lutte
- Yvon Durelle - boxe
- Suzanne Gaudet - curling
- Bruce Guitard - entraîneur et motivateur
- Albert (Barr) LeBlanc - athlète, éducateur physique et entraîneur
- Brad Marchand - hockey sur glace
- Roland Melanson - hockey sur glace
- Dominic Noël - hockey sur glace
- Henri Richard - hockey sur glace
- Maurice Richard - hockey sur glace[2]
- Vance Toner - premier directeur du Département d’éducation physique et de loisir
- Yvon Vautour - hockey sur glace

## Écrivains
- Georges Arsenault - historien acadien de l'Île-du-Prince-Édouard
- Sylvie Arsenault - écrivaine de Tracadie
- Caroline Bélisle - dramaturge
- Sébastien Bérubé - poète
- Mo Bolduc - poète
- Sarah Marylou Brideau - poète
- Régis Brun - historien de l'Acadie et chercheur à l'Université de Moncton
- Anselme Chiasson - écrivain
- Herménégilde Chiasson - écrivain
- Clarence Comeau - poète
- Alphonse J. Deveau - écrivain, historien
- France Daigle - écrivaine
- Clive Doucet - écrivain
- Stéphanie Dugas - autrice romancière-fantastique
- Calixte Duguay - écrivain
- Placide Gaudet - historien de l'Acadie, archiviste, écrivain
- Marielle Gervais - écrivaine
- Céleste Godin - écrivaine[3]
- Xavier Gould - humoriste, artiste multidisciplinaire
- Emma Haché - dramaturge et metteuse en scène
- Sheila Collins Hebert - écrivaine
- Barbara Le Blanc - écrivaine et historienne
- Daniel Omer LeBlanc - bédéiste[4]
- Georgette LeBlanc - poète
- Gérald Leblanc - poète
- Claude Le Bouthillier - écrivain[5]
- Sandra Le Couteur - poète
- Mélanie Léger - dramaturge, scénariste, réalisatrice et comédienne
- Viola Léger - écrivaine, comédienne et ancienne sénatrice
- Antonine Maillet - écrivaine et dramaturge
- Gabriel Robichaud - poète
- Jonathan Roy (poète) - poète
- Serge Patrice Thibodeau - poète, éditeur aux Éditions Perce-Neige
- Yoan Bourgoin - Chroniqueur, auteur, militant environnemental/bien-être animal

## Autres
- Robert Aubie - premier récipiendaire canadien du Marshal McLuhan Distinguished Teacher Award en 1987
- Michel Cormier - journaliste, auteur
- Lyse Doucet - présentatrice et correspondante, BBC World
- Louise Imbeault - journaliste canadienne
- Valentin Landry - journaliste et enseignant
- Marcel-François Richard - prêtre nationaliste
- Leo Touchet - photographe, journaliste

### Liens et documents externes
- Biographies des personnages historiques – Cyberacadie.com - L'Histoire des Acadiens et de L'Acadie]